# Ranunculus borealis
Ranunculus borealis är en ranunkelväxtart som beskrevs av Ernst Rudolf von Trautvetter. Ranunculus borealis ingår i släktet ranunkler, och familjen ranunkelväxter. Inga underarter finns listade i Catalogue of Life.